# Friedrich von Eyben (kansler)
 Der er flere personer med dette navn, se Friedrich von Eyben.
Friedrich von Eyben (26. august 1699 i Slesvig by – 7. juli 1787 i Dassow) var en tysk jurist, diplomat og dansk kansler i Glückstadt, bror til Christian August von Eyben.
Eyben var ud af en familie af jurister og diplomater. Han var søn af diplomaten Christian Wilhelm von Eyben og nevø til Hulderich von Eyben og Weipart Ludwig von Fabrice.
Efter jurastudier tog han med sin yngre bror Christian August på dannelsesrejse. 1738 blev han bisidder ved Reichskammergericht i Wetzlar. Fra 1752 ledede han kabinettet under prins Vilhelm V af Oranien tyske besiddelser Nassau-Dietz, Siegen, Dillenburg og Hadamar. 1754 blev han virkelig gehejmeråd og præsident for overappellationsretten i Hessen-Kassel, hvor han efter arveprins Frederiks konvertering til den katolske tro var involveret i svære forhandlinger om den såkaldte assekurationsakt.
I 1759 gik Eyben i dansk tjeneste og blev kansler for den danske regering i Glückstadt. Helfrich Peter Sturz var hans privatsekretær, som han i 1762 sendte på diplomatisk mission til kejserhoffet i Wien. Allerede 1756 var Eyben rejst til det württembergske hof som dansk gesandt under Syvårskrigen. Han var hvid ridder.
1746 erhvervede han fra Christian August von Berckentin dennes omfattende besiddelser i Klützer Winkel i Mecklenburg, herunder Dassow og Lütgenhof.
Han var gift med Georgine Henriette Dorothea von Schlitz kaldet von Görtz (1708-1787), ældste datter af den 1719 i Stockholm henrettede Georg Heinrich von Görtz. Eftersom hun forblev barnløs, adopterede Eyben sin nevø Adolph Gottlieb von Eyben. Parret er begravet i Nikolaikirche (Dassow), hvor der findes et epitafium.
Der fandtes et dobbeltportræt af Friedrich von Eyben og hans hustru malet af Johann Heinrich Tischbein, men det har været forsvundet siden en auktion i 1935.